# Словообразовательная парадигма

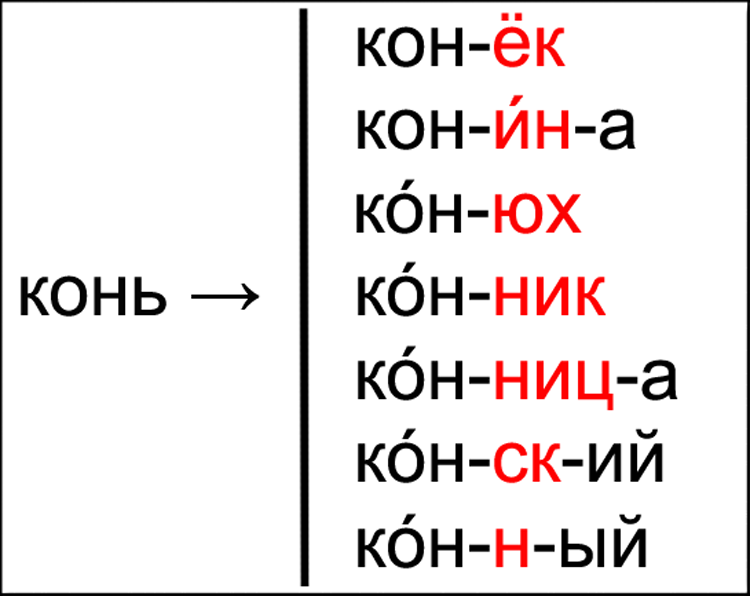
Словообразовательная парадигма, образованная от производящего (мотивирующего) слова конь

Словообразова́тельная паради́гма (также парадигматическое объединение слов) — одна из единиц системы словообразования, представляющая собой совокупность производных (мотивированных) слов, образованных от одного производящего (мотивирующего) слова и расположенных на одной ступени производности (мотивированности). Как и словообразовательная цепочка является составной частью словообразовательного гнезда, в котором реализует парадигматические связи слов в отличие от цепочки, реализующей синтагматические связи. Согласно А. Н. Тихонову, словообразовательная парадигма состоит из словообразовательных пар, но согласно Т. В. Жеребило, словообразовательная парадигма состоит из производных слов, а производящее слово в парадигму не входит . Термин «словообразовательная парадигма» введён в языкознание Е. А. Земской и В. В. Лопатиным.

## Состав
Составляющие словообразовательную парадигму производные слова, называемые кодериватами, находятся в отношениях равнопроизводности (совместной производности, кодеривации). Они объединены «радиальными» связями с производящим словом таким образом, что от производящего слова расходится пучок производных, который и представляет собой парадигму. Например, слова домик, домина, домище, домовой, домашний образуют парадигму от производящего слова дом. Ни одна из пар этих слов не связана между собой отношениями производности (мотивированности), такие отношения последовательно реализуются только в паре со словом дом: дом → домик; дом → домина; дом → домище и т. д. При этом производящее слово, называемое вершиной парадигмы, частью парадигмы не является. В зависимости от ступени словообразования, на которой находится парадигма, её вершиной может быть как производящее слово, являющееся, в свою очередь, производным от другого, так и непроизводное слово.
Набор образующих единиц и размер словообразовательной парадигмы зависит от ступени производности, на которой определяется парадигма, от того, к какой части речи принадлежит исходное производящее слово, а также от стилевой принадлежности и характера лексического значения исходного слова. Наибольший размер отмечается у парадигм, чьи исходные слова одновременно являются исходными словами словообразовательного гнезда. Например, парадигма глагола мазать включает 41 слово, имени прилагательного чёрный — 104 слова, глагола строить — 116 слов, имени прилагательного высокий — 120 слов.
В отличие от словообразовательных пар и цепочек для слов, составляющих парадигму, характерна семантическая независимость — связь между данными словами может быть только опосредованной, проявляющейся через семантику производящего слова.

## В словообразовательных гнёздах
Словообразовательная парадигма является частью словообразовательных гнёзд. Число парадигм в гнезде равно числу входящих в гнездо производящих слов. Например, в гнезде слова греть насчитывается 64 парадигмы. Возможны случаи, когда гнездо состоит из одной парадигмы, например, алмаз — алмазец, алмазик, алмазник, алмазный, алмазозаменитель или бухгалтер — бухгалтерша, бухгалтерский, бухгалтерия, главбух.

## Классификация
Словообразовательные парадигмы делятся:
- по принадлежности производящего слова к определённой части речи — на отглагольные, десубстантивные, деадъективные и деадвербиальные;
- по составу производных, разных по семантике, но относящихся к одной части речи, например, адъективный тип парадигмы (от слова белый): беленький, белёхонький, беловатый.

## Типовая парадигма
Е. А. Земская ввела понятие типовой парадигмы, включение в которую всех производных обусловлено принадлежностью производящего слова к определённой части речи и наличием у него определённых особенностей семантики. Например, в типовой парадигме, элементы которой производны от слова, обозначающего «название животного», присутствуют слова со значением «уменьшительного/увеличительного названия животного», «названия женской особи и детёныша», «помещения для содержания животного», «человека, любящего животного», «человека, ухаживающего за животным». Таким образом, в основе типовой парадигмы лежит совокупность словообразовательных значений. Типовая парадигма при этом показывает кодеривационные возможности вершины парадигмы. Она не связывается со способами словообразования — слова с одним и тем же значением могут быть произведены при помощи разных формантов. Типовая парадигма показывает только семантическое место, выводимое из семантики слов реальных парадигм.

## Отличие от морфологической парадигмы
Словообразовательная парадигма отличается от морфологической меньшей регулярностью; отсутствием иерархичной структуры — подчинения одних единиц другими (в морфологической парадигме отмечается подчинение всех словоформ основной словоформе); связью только лишь с производящим словом (при опоре словоформ морфологической парадигмы на набор присущих данной части речи грамматических значений и категорий); отсутствием замкнутости, меньшей предсказуемостью, ограниченностью только на небольшом отрезке времени (при полной замкнутости, предсказуемости и ограниченности морфологической парадигмы); разнообразием форм (при постоянстве форм в морфологической парадигме); отсутствием включения в состав парадигмы исходной формы.